# Глебово (Сергиево-Посадский район)
Глебово — деревня в Сергиево-Посадском районе Московской области России, входит в состав городского поселения Хотьково.

## Население
| 1859 | 1890 | 1899 | 1926 | 2002 | 2006 | 2010 |
| ---- | ---- | ---- | ---- | ---- | ---- | ---- |
| 70   | ↘38  | ↗39  | ↗47  | ↘20  | ↗22  | ↘17  |

## География
Деревня Глебово расположена на севере Московской области, в южной части Сергиево-Посадского района, примерно в 40 км к северу от Московской кольцевой автодороги, 14 км к юго-западу от железнодорожной станции Сергиев Посад и 5 км к юго-западу от железнодорожной станции Хотьково, по правому берегу впадающей в Ворю речки Яснушки бассейна Клязьмы.
В 6 км юго-восточнее деревни проходит Ярославское шоссе М8, в 11 км к югу — Московское малое кольцо А107, в 19 км к северу — Московское большое кольцо А108, в 27 км к западу — Дмитровское шоссе А104. В 1 км восточнее — пути Ярославского направления Московской железной дороги.
Ближайшие сельский населённый пункт — село Абрамцево, ближайший остановочный пункт — железнодорожная платформа Радонеж.

## История
В «Списке населённых мест» 1862 года Глебово (Ново-Глебово) — владельческое сельцо 1-го стана Дмитровского уезда Московской губернии по правую сторону Московско-Ярославского шоссе (из Ярославля в Москву), в 34 верстах от уездного города и 16 верстах от становой квартиры, при речке Женушке, с 9 дворами и 70 жителями (34 мужчины, 36 женщин).
По данным на 1890 год — деревня Богословской волости 1-го стана Дмитровского уезда с 38 жителями.
В 1913 году — 7 дворов и имение Аигиных.
По материалам Всесоюзной переписи населения 1926 года — деревня Артемьевского сельсовета Хотьковской волости Сергиевского уезда Московской губернии в 6,4 км от Ярославского шоссе и 4,3 км от станции Софрино Северной железной дороги, проживало 47 жителей (20 мужчин, 27 женщин), насчитывалось 10 крестьянских хозяйств.
С 1929 года — населённый пункт Московской области в составе:
- Митинского сельсовета Сергиево-Посадского района (1991—1994)[13],
- Митинского сельского округа Сергиево-Посадского района (1994—2006)[14],
- городского поселения Хотьково Сергиево-Посадского района (2006 — н. в.)[15][16].